# Juntos (Acoustic)
Juntos (Acoustic) es el primer EP en acústico de Fifth Harmony y el tercero en total del grupo americano. Es la versión en acústico del EP Juntos. Fue lanzado digitalmente el 8 de noviembre de 2013 por Syco Music y Epic Records, mismo día en que también salió a la venta su versión normal. Los productores de este EP siguen siendo los mismos que en Better Together.
El CD físico salió a la venta de forma exclusiva el 11 de noviembre de 2013 en todas las tiendas Walmart de Estados Unidos en una edición que une las canciones de este EP junto con las de Juntos. En la edición deluxe de Better Together tiene su propio CD, separado de la versión normal.
Debutó en el número #12 de la lista Billboard Top Latin Albums y su mejor puesto en dicha lista fue #2.

## Lista de canciones
| N.º | Título                                              | Escritor(es)  | Productor(es)                                | Duración |  |
| 1.  | «Que bailes conmigo hoy (Versión acústica)»         | Claudia Brant | Julian Bunetta                               | 3:37     |  |
| 2.  | «Sin tu amor (Versión acústica)»                    | Claudia Brant | The Suspex                                   | 3:15     |  |
| 3.  | «Tú eres lo que yo quiero (Versión acústica)»       | Claudia Brant | Rickard B. Göransson                         | 3:16     |  |
| 4.  | «Eres tú (Versión acústica)»                        | Claudia Brant | Julian Bunetta, PJ Bianco                    | 3:56     |  |
| 5.  | «Que el corazón no hable por mí (Versión acústica)» | Claudia Brant | The Monsters and the Strangerz, Jason Evigan | 3:54     |  |